# Bamun Sualkuchi
Bamun Sualkuchi è una suddivisione dell'India, classificata come census town, di 7.123 abitanti, situata nel distretto di Kamrup, nello stato federato dell'Assam. In base al numero di abitanti la città rientra nella classe V (da 5.000 a 9.999 persone).

## Società

### Evoluzione demografica
Al censimento del 2001 la popolazione di Bamun Sualkuchi assommava a 7.123 persone, delle quali 3.499 maschi e 3.624 femmine. I bambini di età inferiore o uguale ai sei anni assommavano a 714, dei quali 367 maschi e 347 femmine. Infine, coloro che erano in grado di saper almeno leggere e scrivere erano 5.250, dei quali 2.816 maschi e 2.434 femmine.